# Simson AWO 425
AWO 425/Simson 425 − czterosuwowy motocykl produkowany w NRD w latach 1949 – 1961.

## Historia
Motocykl AWO 425 był całkowicie wzorowany na motocyklu BMW R 23 i mógł konkurować z produkowanym na zachodzie motocyklem BMW R 25. Początkowo fabryka borykała się z problemami terminowych dostaw podstawowych podzespołów. W miarę upływu czasu i rozbudowy zakładów, produkcja motocykli ciągle rosła. Plan narzucony przez rząd ZSRR i NRD przewidywał przeniesienie produkcji motocykli do konkurencyjnych zakładów MZ w Zschopau. Fabryka w tym czasie rozpoczęła w 1955 roku produkcję motorowerów, która przyniosła nie mniejszą sławę. W 1961 roku zakończono produkcję motocykli AWO 425, wyprodukowano łącznie 212611 egzemplarzy.

## Opis
Motocykl wyposażono w czterosuwowy silnik o pojemności 247 cm³, górnozaworowym, z wałkiem rozrządu umieszczonym w kadłubie. Silnik który umieszczono wzdłużnie był spięty z 4-stopniową skrzynią biegów,  a za przeniesienie napędu na tylne koło odpowiedzialny był wał kardana. Motocykl można było łatwo spiąć z wózkiem bocznym.